# Etologia filosofica
L’etologia filosofica è un campo di ricerca interdisciplinare e relativamente recente che unisce le scienze naturali, le scienze sociali e discipline umanistiche al fine di indagare il tema della soggettività animale. Si tratta di una riflessione di carattere ontologico che necessita di una problematizzazione filosofica oltre quella descrittiva così come avvenuta nella tradizione etologica del XIX secolo. 

## Origine
L’etologia filosofica si sviluppa a partire dalle riflessioni di filosofi continentali le cui ricerche si snodano nei campi dell’etologia, della filosofia e dell’antropologia. Questi autori hanno raccolto le sfide provenienti dalla biologia, dalla fenomenologia, dalla teorica critica, dagli Animal Studies e dalla filosofia postumanista che, a diverso titolo, si sono occupate degli animali non-umani e delle interazioni tra esseri viventi, per proporre un nuovo paradigma capace di superare le insidie dell’antropocentrismo ancora vigente nelle teorie tradizionali. 
La critica principale di questi autori è all’eredità cartesiana dell’ "animale automa": se l’etologia classica e il behaviourismo hanno storicamente descritto come la macchina animale funzionasse e quali i meccanismi in grado di regolarne i processi, non hanno però messo in discussione il sunto di base, ovvero perché un animale non è una macchina. Da qui la necessità di elaborare un nuovo approccio interdisciplinare in grado di reinterpretare in chiave ontologica la soggettività animale e i diversi temi a questa relata, come le dimensioni culturali, simboliche e materiali degli animali non-umani e le loro relazioni intra e interspecifiche. 

## Esponenti principali
Tre recenti numeri della rivista Angelaki. Journal of the Theoretical Humanities hanno sondato il pensiero di altrettanti studiosi ritenuti dai curatori, Brett Buchanan, Jeffrey Bussolini e Matthew Chrulew, tra le voci più influenti nel campo dell’etologia filosofica, ovvero Vinciane Despret, Dominique Lestel e Roberto Marchesini. 

### Vinciane Despret
Filosofa belga e professore all’Università di Liègi, Vinciane Despret è autrice di numerosi saggi e articoli sulla storia dell’etologia, della psicologia e della relazione uomo-animale. Nel corso della sua carriera, Despret ha collaborato con diversi autori provenienti da differenti discipline (etologia, arte, letteratura) e con molti animali non-umani (elefanti, topi, ratti, scimmie). Si tratta di incontri che le hanno permesso di costruire un sentiero di ricerca unico nel suo genere. 
Peculiare, negli scritti di Despret, è l’approccio metodologico e stilistico aneddotico e idiosincratico: l’autrice ha scelto di scrivere storie sugli animali (o meglio, storie di relazioni tra animali, compresi gli esseri umani) anziché scrivere di animali.
Per l’autrice, è necessario “fare le giuste domande” agli animali non-umani. Questo significa che essi non sono testi in attesa di essere interpretati ermeneuticamente, né oggetti da interrogare tramite esperimenti scientifici, ma soggetti in grado di fornire le proprie risposte alle domande che interessano loro. 
All’interno dell’etologia filosofica, Despret ha inoltre messo bene in luce la ricorsività di ogni dialogo interspecifico: non sono solo gli animali non-umani a essere trasformati dall’incontro con l’essere umano, ma è anche quest’ultimo a uscire trasformato dal dialogo con il non-umano. Le storie di Despret sono ricche di esempi di ricercatori, allevatori, trainer – e racconti autobiografici non meno importanti – che dimostrano l’arricchimento che deriva da ogni incontro con gli animali non-umani.

### Dominique Lestel
Filosofo ed etologo francese, Lestel è Maître de conférences all'École Normale Supérieure di Parigi e direttore di una équipe di ricerca in eco-antropologia e etnologia Muséum national d’histoire naturelle.
Merito della ricerca ventennale di Lestel è quello di aver messo in evidenza come il fenomeno culturale non sia esclusivamente umano. Per Lestel bisogna guardare all’antropopoiesi in chiave evoluzionistica e pluralista e alla cultura non più come a un dominio separato dalla natura. È necessario acquisire la consapevolezza che viviamo in una società multi-specifica dove ogni specie produce forme proprie di cultura. Questa prossimità di spazio e di tempo tra esseri viventi di specie diverse permette la nascita di amicizie e relazioni autentiche che, per Lestel, hanno una portata storica ma anche etica e politica.
Nel 2016, durante le Giornate Internazionali di studio sulla relazione uomo-animale a Bologna, Lestel presenta per la prima volta lo zoofuturismo, corrente filosofico-artistica in corso di elaborazione che tenta di "animalizzare" l'essere umano. 

### Roberto Marchesini
Filosofo, etologo e zooantropologo italiano, Roberto Marchesini è Direttore di Siua (Scuola di Interazione Uomo-Animale), del Centro Studi Filosofia Postumanista e docente in diversi atenei italiani. Da oltre vent’anni conduce una ricerca interdisciplinare nel campo della zooantropologia, della filosofia postumanista, e della bioetica dimostrando da un lato il ruolo di referente che l’animale non-umano svolge nei processi di profilatura identitaria (antropopoiesi), e dall’altro le conseguenze filosofiche che derivano da tale relazione. 
Concetti chiavi del pensiero di Marchesini sono “zootropia” ed “epifania animale”. Con il termine “zootropia”,  Marchesini ha sottolineato la naturale propensione umana di volgersi verso gli animali non-umani, una sorta di “biofilia” insita nella nostra specie che riconosce negli eterospecifici delle controparti sociali in grado di essere cooptate nei processi antropopoietici.
Con il concetto invece di “epifania animale”, Marchesini ha evidenziato il carattere di annunciazione e rivelazione che scaturisce dal rapporto tra esseri umani e animali non-umani. La diversità animale permette all’essere umano di immaginare nuove vie esistenziali – «nel volo di un uccello, l’essere umano non vede solamente il fenomeno in sé ma la nuova dimensione del “si può volare”»  - e di sperimentare una tensione ibridativa che apre la strada a slittamenti identitari. 
Con il saggio “Etologia filosofica”, Marchesini infine pone un focus sul concetto di soggettività. Per Marchesini è la soggettività che sta alla base della coscienza e non il contrario. Gli animali sono perennemente ingaggiati dal mondo esterno attraverso situazioni nuove che richiedono creatività e intraprendenza che nessun automatismo è in grado di spiegare. In questo senso, per Marchesini è il desiderio che collega gli animali al mondo e che li rende agenti del loro presente.